# Witham on the Hill
Witham on the Hill è un villaggio e parrocchia civile dell'Inghilterra, appartenente alla contea del Lincolnshire.